# No Good (Start the Dance)
No Good (Start the Dance) is de achtste single uitgegeven door The Prodigy op 16 mei 1994. De single behaalde een nummer twee-notering in de Nederlandse Top 40. Het is het tweede nummer van het album Music for the Jilted Generation. Het nummer is ook op vele dancecompilaties aanwezig.
De video is geregisseerd door Walter Stern en de opname vond plaats in een ondergronds pakhuis, waar mensen dansen op het nummer terwijl de bandleden rondlopen.
De sample "You're no good for me, I don't need nobody" is afkomstig van Kelly Charles, uit het nummer "You're No Good for Me" (1987, London Records LONX153). Liam Howlett had zijn twijfels; hij wist niet of hij het sample ging gebruiken, want hij dacht dat het te "popachtig" klonk naar zijn smaak. 

## NPO Radio 2 Top 2000
| Nummer met noteringen in de NPO Radio 2 Top 2000 | '15  | '16  | '17  | '18  | '19  | '20  | '21  | '22  | '23  | '24  |
| ------------------------------------------------ | ---- | ---- | ---- | ---- | ---- | ---- | ---- | ---- | ---- | ---- |
| No Good (Start the Dance)                        | 1841 | 1744 | 1681 | 1462 | 1364 | 1491 | 1433 | 1454 | 1561 | 1572 |

1. ↑  Een vetgedrukt getal geeft de hoogste notering aan.
2. ↑  2015 was het eerste jaar met een notering voor dit nummer.